# یواس‌اس هوپینگ (دی‌یی-۱۵۵)
یواس‌اس هوپینگ (دی‌یی-۱۵۵) (به انگلیسی: USS Hopping (DE-155)) یک کشتی بود که طول آن ۳۰۶ فوت (۹۳ متر) بود. این کشتی در سال ۱۹۴۳ ساخته شد.